# Japans administrativa indelning
Japans administrativa indelning, som den ser ut i dag, skapades under meijirestaurationen. Den högsta administrativa nivån för Japan är landet som helhet, och under detta delas Japan enligt lagen om lokalt självstyre 
in i administrativa områden på två nivåer: Nivå 1: to (都), dō (道), fu (府) och ken (県) samt Nivå 2: shi (市), machi/chō (町), mura/son (村) och i Tokyo även tokubetsu-ku (特別区).
På var och en av nivåerna hålls allmänna val. 
Det nuvarande systemet har använts sedan 1871, då det tidigare kinesiskinspirerade hansystemet övergavs efter drygt 300 år. Före hanystemet (sedan 800-talet) delades Japan in i provinser (kuni). Dessa lever kvar i det allmänna medvetandet, ungefär som de svenska landskapen.
Den administrativa indelningen används också i alla postadresser. Därför beskrivs nedan också den finare indelningen med rent postal funktion som ej beskrivs i lagen om lokalt självstyre.

## Administrativ nivå 1, prefekturer
Japan är i första hand indelad i 47 administrativa områden. Dessa är uppdelade i 43 prefekturer eller län (ken, 県), en storstad (to, 都, för Tokyo), ett territorium (dō, för Hokkaido) samt två storstadsregioner (fu, 府, för Kyoto och Osaka). Dessa administrativa områden går under den samlande benämningen todōfuken (都道府県), vilket är en akronym av de fyra typerna. Man brukar benämna samtliga av dessa områden som prefekturer.

## Administrativ nivå 2, städer, distrikt och kommuner
Prefekturerna är indelade i städer (shi, 市), distrikt (gun, 郡) samt i Tokyo i stadsdelskommuner (tokubetsu-ku,特別区). 
Distrikten har ingen administrativ funktion utan fungerar i huvudsak som postadressområden. De delas i sin tur in i två typer av landskommuner,
chō/machi och mura/son. På japanska används benämningen shichōsonku (市町村区) för administrativa områden på denna nivå. Termen är en akronym av områdestyperna.
Typen av administrativ enhet skrivs ofta ut när en ort omnämns t.ex. i media och i postadresser. T.ex. Nagoya-shi, 名古屋市. Ett undantag är stadsdelskommunerna i Tokyo där man endast skriver ku i namnet, t.ex. Sumida-ku (墨田区).
Den 1 april 2015 fanns det  790 städer, 928 landskommuner samt 23 stadsdelskommuner.

### Städer
En stad (japanska: 市?, shi) är en administrativ enhet inom en prefektur som uppfyller följande krav
1. Mer än 50 000 invånare
2. Minst 60% av byggnaderna i enheten ska ligga inom tätbebyggt område
3. Minst 60% av befolkningen ska arbeta inom affärsliv, industri eller annan "stadsaktivitet"
4. Den ska även uppfylla andra krav stipulerade av prefekturen

I det område som normalt betraktas som Tokyo stad, dvs den östra delen av prefekturen Tokyo, finns ingen administrativ enhet av shi-typ. I stället indelas staden i 23 stadsdelskommuner (japanska: 特別区?, tokubetsu-ku). Dessa fungerar var för sig som städer. De kan dock inte få utökat lokalt självstyre enligt nedan.
Enligt lagen om lokalt självstyre så finns tre speciella kategorier av städer i Japan där staden har ett utökat självstyre och därmed får utföra ett antal av de uppgifter som normalt sköts av prefekturen. För att bli en stad med en speciell status måste dels staden uppfylla vissa storleksvillkor (se nedan), dels ansöka hos regeringen om att få bli tilldelad statusen.
De uppgifter som en stad kan få sköta i egen regi om statusen tillåter det är bland annat utbildning, hälsovård, företagstillstånd och stadsplanering. Normalt sköter staden mindre administrativa uppgifter och prefekturen ansvarar för de större besluten. 

#### Signifikanta städer
En signifikant stad (japanska: 政令指定都市?, Seirei shitei toshi) måste ha en befolkning större än 500 000.
En signifikant stad måste dela in staden i stadsdelar (japanska: 区?, ku) där distriktsförvaltningen övertar en del uppgifter som normalt sköts av stadsförvaltningen.
Beteckning ku används också för Tokyos stadsdelskommuner, men dessa ku har samma befogenheter som en stad. 
I april 2016 fanns det 20 signifikanta städer i Japan.

#### Kärnstäder
En kärnstad (japanska: 中核市?, Chūkakushi) måste ha en befolkning större än 300 000 och en yta på mer än 100 km2, men undantag kan göras av regeringen för städer mellan 200 000 och 300 000 invånare.
En kärnstad får normalt inte utföra lika många uppgifter som en signifikant stad.
I april 2016 fanns det 47 kärnstäder i Japan.

#### Särskilda städer
En särskild stad (japanska: 特例市?, Tokureishi) måste ha en befolkning större än 200 000.
En särskild stad får normalt inte utföra lika många uppgifter som en signifikant stad eller en kärnstad.
I april 2016 fanns det 37 särskilda städer i Japan.

### Distrikt och landskommuner
Distrikten gun, som inte omnämns i lagen om lokalt självstyre och numera i huvudsak är postadressområden, är indelade i landskommuner. Dessa är antingen en machi / chō (町, olika läsningar av samma tecken) eller en mura / son (村, d.o.).  Machi /Chō översätts i officiella texter till engelska som town och kan närmast översättas till svenska som "köping". Mura / son översätts i officiella texter till engelska som village, d.v.s by på svenska. 
Machi / chō och mura / son har samma administrativa uppgifter som en stad shi, med samma grad av lokalt självstyre, men utgörs mestadels av mindre orter och områden av glesbygdskaraktär, men några av dem har storlek och befolkningstäthet i klass med många städer.

## Administrativ nivå 3, stadsdelar
Den tredje nivån utgörs av de stadsdelar (区, ku) som ingår i de signifikanta städer utanför Tokyo som har speciell status (政令指定都市, seirei shitei toshi)

## Adresser
Japanska postadresser består, förutom av postnummer, av tre delar:

1. Namn på de administrativa enheter som adressen tillhör (prefektur, stad/landskommun/stadsdelskommun)
2. Områdesnamn inom den administrativa enheten (stad/landskommun/stadsdelskommun)
3. Nummer inom dessa adressområden, antingen nummer från fastighetsregistret eller annan numrering

Det används alltså inte gatunamn på västerländskt vis. 
Namnet på många adressområden slutar på chō eller machi, dvs samma ord som för många landskommuner. Det är dock två olika typer av områden. För adressområden är det en del av namnet, för  landskommunerna är det ett suffix som används för att markera kommunens status.
Ett adressområde kan delas in i flera underområden. Dessa slutar ofta på -chōme (丁目) och har generellt inga namn utan numreras, till exempel 1-chōme, 2- chōme och så vidare. En ännu mindre enhet kallas banchi (番地, ungefär "kvarter"). Inom ett banchi finns så oftast tomtnummer/husnummer. Numren inom ett område är oftast tilldelade i kronologisk ordning, vilket betyder att två intilliggande nummer inte nödvändigtvis ligger i närheten av varandra. Detta är en utmaning även för lokalbefolkningen, varför det ofta sitter kartor uppsatta som visar var tomterna ligger i ett kvarter.
Det finns olika skrivsätt för den finaste delen av adressen (adressområdesdel och nedåt).
Ett exempel på en adress: 〒573-0084大阪府枚方市香里ケ丘12丁目5-27
〒=Tecken för postnummer; 573-0084=Postnummer; 大阪府=Ōsaka-fu (prefekturen); 枚方市=Hirakata-shi (staden); 香里ケ丘=Kōrigaoka (adressområdet); 12丁目=12-chōme (adressområdesdel); 5-27=banchi (kvarter) 5 och tomtnummer/husnummer 27.

## Subprefekturer
Vissa av Japans prefekturer är helt eller delvis indelade i subprefekturer, var och en med ett myndighetscenter (支庁, shichō). Dessa subprefekturer kan ses som myndigheternas förlängda armar för att erbjuda service i avlägsna delar av prefekturerna, till exempel vissa öar. Den enda av landets prefekturer som helt är indelad i subprefekturer är Hokkaido, med totalt fjorton sådana områden. Andra prefekturer som bitvis är indelade i subprefekturer är Kagoshima, Miyazaki, Okinawa, Shimane, Tokyo och Yamagata. Chiba hade subprefekturer fram till 2003, då dessa ersattes av medborgarcentran (県民センター, kenmin-senta). Många människor i Japan är omedvetna om existensen av subprefekturer, förutom i Hokkaido och Tokyo där en del äldre invånare i Hokkaido samt invånare på en del öar som tillhör Tokyos prefektur fortfarande använder namnen för subprefekturerna, med suffixen -kannai eller -shichō, i sina postadresser.